# Esquirol volador fletxa
L'esquirol volador fletxa (Petinomys sagitta) és una espècie de rosegador de la família dels esciúrids. És conegut a partir d'un únic exemplar trobat a Java (Indonèsia) a mitjans del segle xviii. Es tracta d'un animal nocturn i arborícola. El seu hàbitat natural són els boscos primaris i secundaris de plana. Està amenaçat per la destrucció del seu entorn per la tala d'arbres i l'expansió de l'agricultura.
La prova científica filogenètica indica que l'esquirol volador de galtes grises (H. lepidus), que es va descriure l'any 1822, és coespecífica amb aquesta espècie.